# Lucija Mori
Lucija Mori (* 31. Januar 1988 in Dravograd) ist eine slowenische Fußballspielerin.

## Karriere

### Verein
Mori startete ihre Karriere mit in der Jugend des NK Dragovgrad. Nachdem sie die Jugendteams von Dragovgrad durchlaufen hatte, wechselte sie 2004 in die slowenische Ženska nogometna liga zum ŽNK Slovenj Gradec. Mori spielte sechs Jahre für ŽNK HV TOUR Slovenj Gradec und kam auf 102 Einsätze in der ŽNL. Im Sommer 2010 schloss sich Mori dann ŽNK Pomurje Beltinci an. Nachdem sie in der ersten Saisonhälfte zu neun Einsätzen für Pomurje Beltinci gekommen war, wechselte sie am 15. Dezember 2011 für ein halbes Jahr auf Leihbasis zum österreichischen Zweitligisten FC Stattegg. Nachdem sie sich nicht in Österreich etablieren können hatte, kehrte sie nach Slowenien zurück und wurde schließlich zum Serie-A-Verein ACF Brescia verkauft. Nach Zweispielzeiten und 19 Spielen für Brescia, kehrte sie im Sommer 2013 zurück, um mit dem neugegründeten Verein Carinthians Soccer Women zu unterschreiben.

### Nationalmannschaft
Mori ist A-Nationalspielerin für Slowenien und spielte als Stammtorhüterin in der 2010/11-WM-Qualifikation.